# Bonnetina rudloffi
Bonnetina rudloffi är en spindelart som beskrevs av Vol 200. Bonnetina rudloffi ingår i släktet Bonnetina och familjen fågelspindlar. Inga underarter finns listade.